# Cribrochalina punctata
Cribrochalina punctata är en svampdjursart som först beskrevs av Ridley och Arthur Dendy 1886.  Cribrochalina punctata ingår i släktet Cribrochalina och familjen Niphatidae. Inga underarter finns listade i Catalogue of Life.